# Proyecto Especial Ciudad Pachacútec
Ciudad Pachacútec, cuyo nombre oficial es Proyecto Especial Ciudad Pachacútec, se encuentra ubicado en el distrito de Ventanilla, al noroeste de la provincia Constitucional del Callao.

## Geografía

### Clima
Por su ubicación geográfica le corresponde un clima cálido, húmedo y desértico en los meses de verano sin embargo el clima en los meses de invierno es frío, húmedo, nuboso y con fuertes vientos, debido a la presencia de las corrientes de aguas frías (Corriente de Humboldt) que no favorecen a una mayor evaporación. Según la clasificación de Werren Thornthwaite en Ciudad Pachacutec se encuentra en la línea litoral y región chala, en la cual le corresponde un clima semicálido, desértico, con deficiencia de lluvia en todas las estaciones, con humedad relativa calificada como húmedo. Ciudad Pachacutec mantiene una temperatura promedio anual comprendidos 12 °C y los 24 °C.

## Ecología

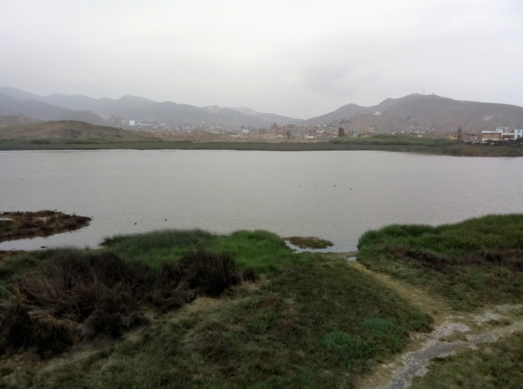
Humedales de Ventanilla.

En el territorio de la Ciudad Pachacútec se identifican cuatro ecosistemas naturales: El ecosistema de desierto, lejos de la línea costera con escasa o nula vegetación natural; el ecosistema marino-continental, rocoso, pedregoso o arenoso, cuya fauna está compuesta por aves, moluscos, crustáceos y roedores, constituye una fuente de recursos hidrobiológicos y el ecosistema de humedales, compuesto por cuerpos de agua salobre, vegetación de resistencia extrema y una fauna integrada por diversas especies de invertebrados y aves residentes y migratorias.

### Flora
En la Ciudad Pachacútec las áreas verdes constituyen espacios vitales para el equilibrio del ecosistema y cumplen una función recreativa y paisajística. La superficie total de áreas verdes en la Ciudad Pachacútec es caso crítico, posee muy pocas áreas verdes por habitantes: 0.55m2/hab.

## Historia

### Primeros años
La población actual es recién llegada en este confín territorial y el resultado de la populista política peruana de vivienda. Los primeros vecinos se instalaron en esta pampa desértica compuesta de arenales en 1988, cuando el presidente Alan García en su primer mandato decidió abrir una lotización, llamada Proyecto Especial Ciudad Pachacútec, Sin embargo, su desarrollo se estancó durante más de diez años.Todo el poblado se estableció a partir de inicios del año 2000. En aquel entonces, el presidente Fujimori, ya en periodo preelectoral, decide la reubicación de miles de invasores del distrito sureño de Villa El Salvador.

### Años 2000
En diciembre de 1999, familias del Cono Sur (San Juan de Miraflores, Villa María del Triunfo o Villa El Salvador) intentaron invadir unos terrenos agrícolas privados de Villa El Salvador, acción la cual fue repelida inmediatamente por la policía junto a personal contratado por los propietarios. Tras estos hechos, el Gobierno Nacional de entonces trasladó a través de COFOPRI  a más de siete mil familias al Proyecto Especial Ciudad Pachacútec,  La zona había sido previamente seleccionada de entre un conjunto de diez alternativas, las nueve zonas restantes correspondían a terrenos de propiedad privada.
Estos sucesos se dieron en un contexto preelectoral, lo que motivó una intervención apresurada del Gobierno Nacional, comprometiendo a instituciones además de la ya mencionada COFOPRI, a los disueltos organismos públicos Corporación de Desarrollo de Lima-Callao (CORDELICA) y Ministerio de la Presidencia, así como al Programa Nacional de Ayuda Alimentaria (PRONAA), SEDAPAL, la Policía Nacional, el Ejército, la Marina. Todo parecía indicar que los tan ansiados servicios básicos vendrían muy pronto, pero la asistencia brindada solo duró hasta mediados del 2000. CORDELICA, apoya en la limpieza pública, se reciben donaciones, tachos, frazadas, el PRONAA asiste con alimentos, SEDAPAL apoya con agua potable, COFOPRI intervino en la reubicación, distribuyendolos en cinco sectores y realizando el primer empadronamiento en el mismo mes de febrero. Esta reubicación en Pachacútec constituye el principal punto de partida para la creación del defenestrado Programa Lote Familiar (PROFAM), que se crea mediante Decreto Supremo N.º 007-2000-MTC del 13 de febrero del 2000.
En el primer año se eligen las primeras juntas  directivas transitorias responsables de cada sector y delegados de manzanas (20 personas), de igual modo se realiza la primera misa de gracia, aparecen las primeras empresas de transporte (41, 87, VC, R1), y se construyen las primeras vías y lozas deportivas con apoyo de CORDELICA.
A mediados de año 2000 el PROFAM realiza el segundo empadronamiento, se crean módulos educativos y de salud, mercados, comités de vaso de leche, wawa wasi y comedores populares de emergencia. Luego de este segundo empadronamiento, el Gobierno Central suspende el apoyo y se genera un conflicto entre los propietarios y se inicia el tráfico de lotes. El alejamiento del Gobierno Central motiva la primera marcha reclamando los servicios básicos, de igual modo ante los problemas de conflicto, el 11 de noviembre de 2000 juramentan los comités de seguridad ciudadana en coordinación con la Policía Nacional. Durante este año aparece la ONG Coprodeli, ligado a la Iglesia Católica, que con el apoyo del Estado instala tres Centros Educativos en tres sectores.
En año 2001, inicia sus actividades la ONG Alternativa y pone en ejecución el Proyecto del Sistema de Abastecimiento Comunal de Agua Potable, con financiamiento de Agro Acción Alemana. Se inicia el trabajo coordinado contra la contaminación ambiental, y se creó la Mesa de Concertación de Saneamiento Ambiental.
La organización vecinal se consolida, pues en mayo se nombró a la Comisión Estatutaria de los cinco sectores, mientras el 27 de junio se crean siete gremios de micro-empresarios, realizándose el primer taller de micros productores.
Luego de tanto batallar, el 24 de julio se instala los primeros servicios de electrificación transitoria. En esta misma fecha y mediante Decreto Supremo N 037-2001-MTC, se crea el Proyecto Piloto Nuevo Pachacútec (PPNP), a través del cual se faculta al Ministerio de Transportes, Vivienda y Construcción, iniciar el proceso de saneamiento físico legal de las familias reubicadas y dictar las normas complementarias que resulten necesarias para el cumplimiento de dicho Decreto Supremo.
En septiembre del 2001 se realiza el I Encuentro de Organizaciones Populares promovido por PPNP, con el objetivo de elaborar una Carta Social y el primer autodiagnóstico de la problemática social de Nuevo Pachacútec. En octubre de ese año, Alternativa va entregando las primeras obras a la población inaugurando los primeros pilones de agua potable. En el mes de diciembre por primera vez el ministro de Transporte se reúne con los dirigentes de los cinco sectores para impulsar el proceso de titulación que venía dilatándose innecesariamente. Finalmente el 27 de diciembre se realiza el último empadronamiento bajo responsabilidad del PPNP.
En los meses de mayo y junio del 2002 se desarrolla el proceso de remodelación de más de mil familias, y en octubre el PPNP, entrega alrededor de cinco mil quinientos títulos de lotes de vivienda. Por otro lado se consolida la organización social de los vecinos, pues se desarrollan convenciones estatutarias para aprobar los estatutos, que reglamenta las funciones y obligaciones de la organización central de Nuevo Pachacútec, llamada Ciudad Modelo Autogestionaria Pachacútec (CIMAP) y del Comité Electoral. El 22 de agosto se instala dicho comité y convoca a elecciones para elegir a los 21 presidentes de los Grupos Residenciales y la elección del Consejo Directivo Central del CIMAP. Finalmente, en noviembre, se entregan credenciales a 414 delegados de manzanas, elegidos semanas antes.
Los días 6,7 y 8 de diciembre de 2002 se elabora en un taller participativo el Plan Estratégico Concertado Pachacútec al 2007, con importante participación de los dirigentes y pobladores más representativos, el PPNP, la Universidad Nacional Mayor de San Marcos y la ONG Alternativa.
Durante el año 2003 se ingresa a la fase de consolidación y validación. El 12 de abril se realiza el Taller de priorización de Proyectos. El 13 de abril se lleva a cabo la encuesta poblacional que establece los primeros indicadores de base de Nuevo Pachacútec. En julio del 2003 Nuevo Pachacútec participa activamente en el presupuesto participativo al 2004 del distrito de Ventanilla.
Como otros eventos relevantes realizados, se pueden anotar los siguientes: colocación de la primera piedra de la futura Pontificia Universidad Católica del Callao el 2002, inauguración del Mercado Unificado Pachacutec y consolidación de dos mercados más, realización del II Encuentro de Microempresarios y la increíble construcción e inauguración del primer pabellón de la Universidad Católica en noviembre de 2003.
El 13 de febrero de 2003, se emite la Resolución Rectoral 0982-R-03 donde se designa al Mg. Gerson Paredes como representante UNMSM al Plan Estratégico de Ciudad Pachacutec.Se ha conformo un equipo multidisciplinario con importante participación de las oficinas de Planificación e infraestructura y facultades de Ingeniería Geográfica, Ingeniería Industrial y Ciencias Administrativas, que viene planificando acciones de integración entre la UNMSM y Ciudad Pachacútec.

## Demografía

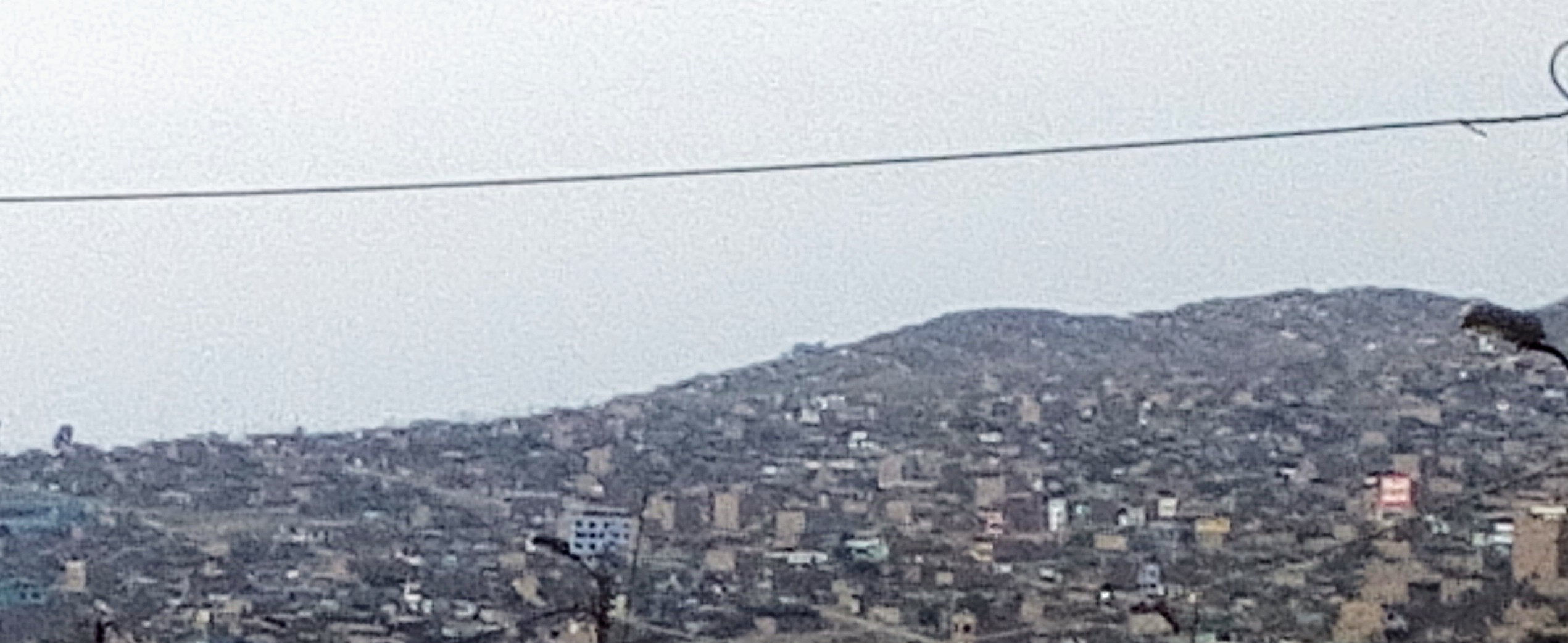
Vista de Ciudad Pachacútec.

El Instituto Nacional de Estadística e Informática manifiesta que el distrito de Ventanilla ha experimentado uno de los crecimientos poblacionales más acelerados registrados a nivel de la provincia Constitucional del Callao y en el conjunto del área metropolitana de Lima. Ventanilla en los períodos intercensales que van de 1972 al 2007, muestra una tasa de crecimiento fluctuante que va de 1.7% en el periodo de 1972-1981, a 13.8% en el periodo 1981-1993, y 7.8% en el periodo 1993- 2007. Si bien como puede apreciarse en el último periodo la tasa de crecimiento cae en 6%, aún representa una tasa mucho más alta que la registrada a nivel de la provincia Constitucional del Callao y el área metropolitana Lima Callao, que llega sólo a 2.2 % y 2.1 % respectivamente. Según el censo de población del año 2017, elaborado por el Instituto Nacional de Estadística e Informática (INEI), y la Dirección Regional de Salud del Gobierno Regional del Callao la Ciudad Pachacútec es el segundo centro poblado del distrito de Ventanilla después de Ventanilla Cercado, el cual cuenta con una población de 132,896 habitantes que representa el 42.11% del total del distrito. Además, es el sector que exhibe los cambios demográficos de mayor contraste y rapidez a nivel distrital.

## Turismo

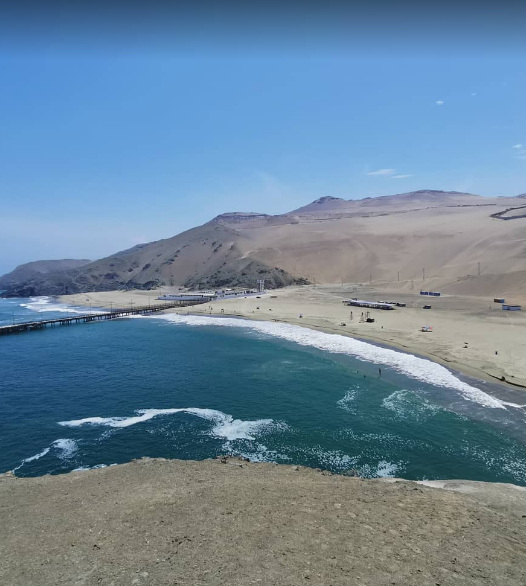
Playa Bahía Blanca

Unos de los centros turístico de la Ciudad Pachacutec es el puerto pesquero artesanal bahía blanca Según información de Desembarcadero Pesquero Artesanal (DPA), que construye el Ministerio de la Producción a través del Fondo Nacional de Desarrollo Pesquero (FONDEPES) es un lugar tipo malecón rústico por donde pueden caminar, admirar el mar y las islas marinas donde habitan diferentes especies marinas incluso se puede realizar paseo en bote y deporte extremo. Existen también diferentes negocios dedicados al servicio de comidas (Restaurantes), recreación nocturna (discotecas) y hospedajes (bungaló) son de tipos rústico.

## Comercio
Una de las actividades económicas predominantes en Pachacútec es el comercio. Luego de la fundación de Pachacútec en el año 2000, la avenida 225 se convirtió en la mayor gestación de su actividad económica comercial gracias a su principal mercado de abastos y servicios menores.
Ya para el año 2014 se inició un crecimiento exponencial de entidades financieras y bancarias como cajas municipales, financieras privadas y bancos como el  Banco Azteca, MiBanco, Caja Sullana y Compartamos Financiera

## Principales Avenidas

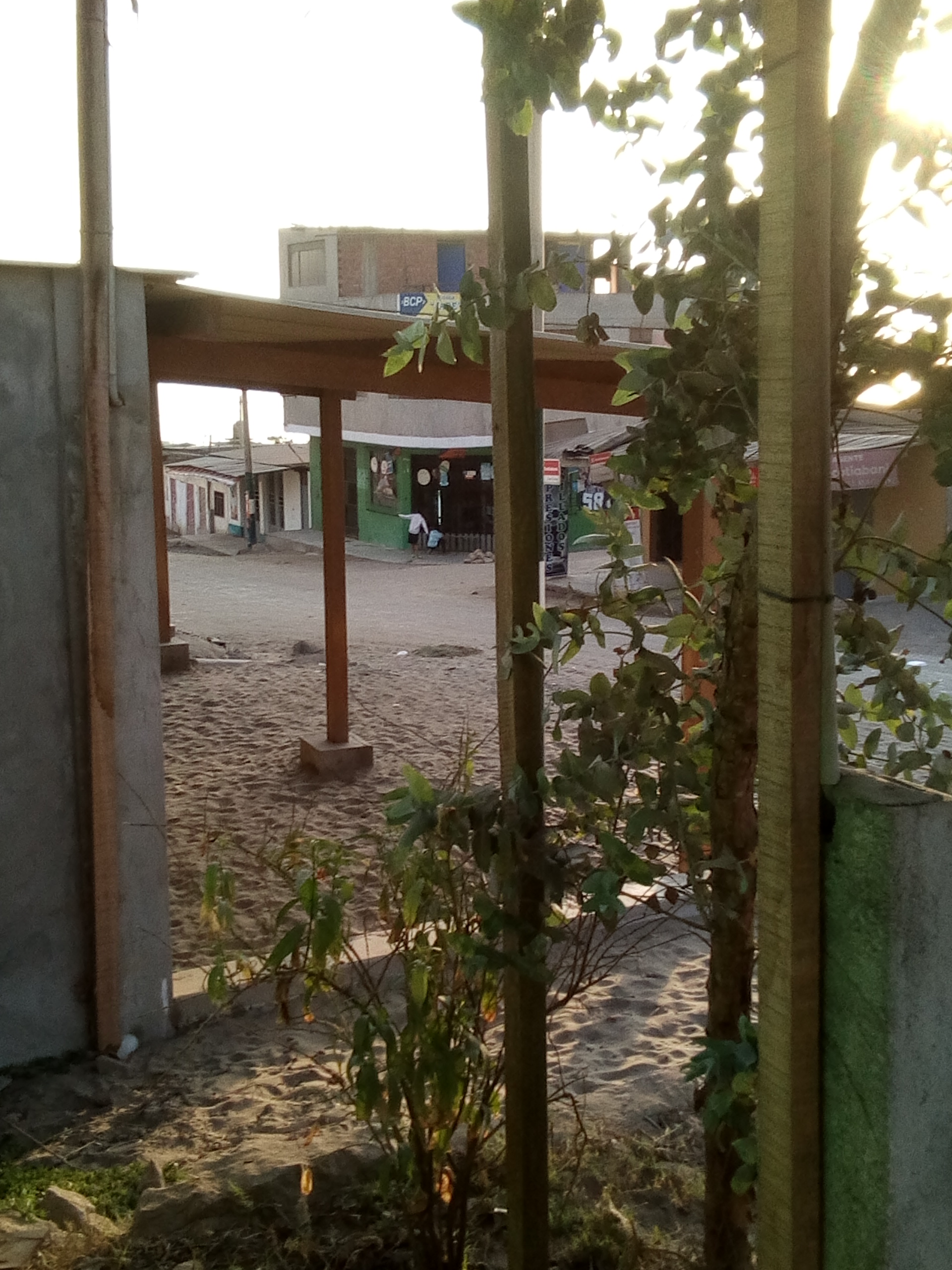
Avenida Los Ingenieros

- Avenida 225
- Avenida 200
- Avenida G
- Avenida Los Arquitectos
- Avenida Camino del Inca Izquierdo